# Tonic sol-fa

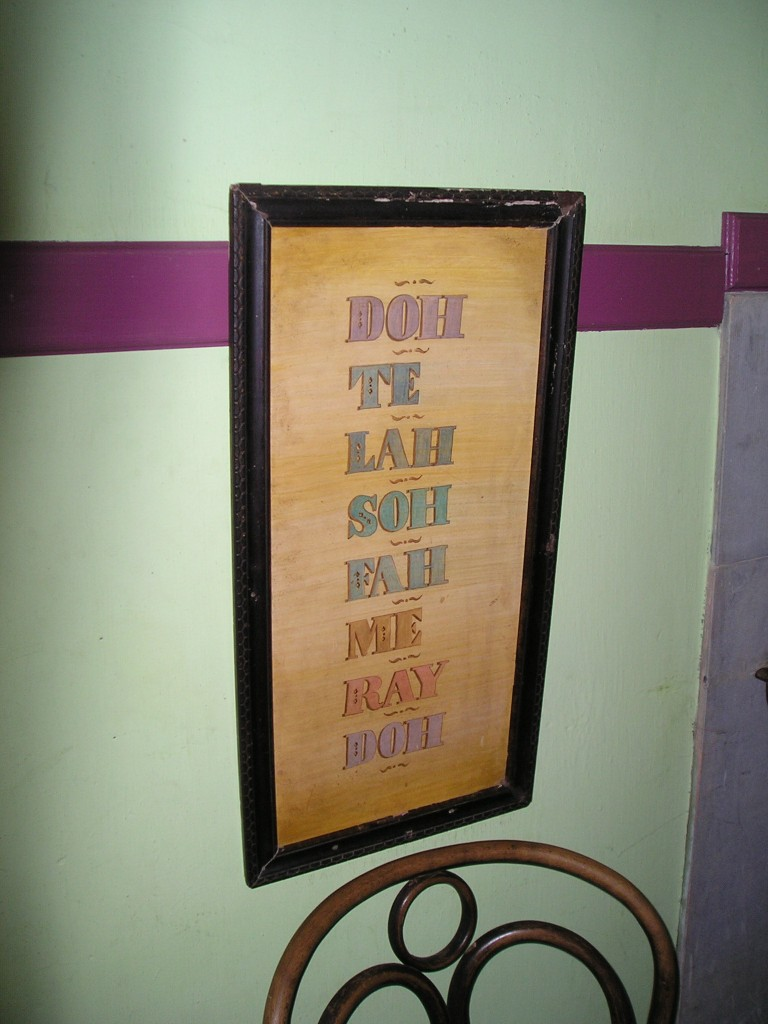
Solmisations-Tafel in einem irischen Klassenzimmer

Tonic sol-fa ist der Name einer Lehrmethode für den Gesangsunterricht an Schulen, die ab 1842 von Reverend John Curwen propagiert wurde. Die auf dem Norwich sol-fa der Erzieherin Sarah Glover basierende Lehrmethode verwendet die Tonsilben der Solmisation, spezielle Handzeichen und eine Rhythmussprache.

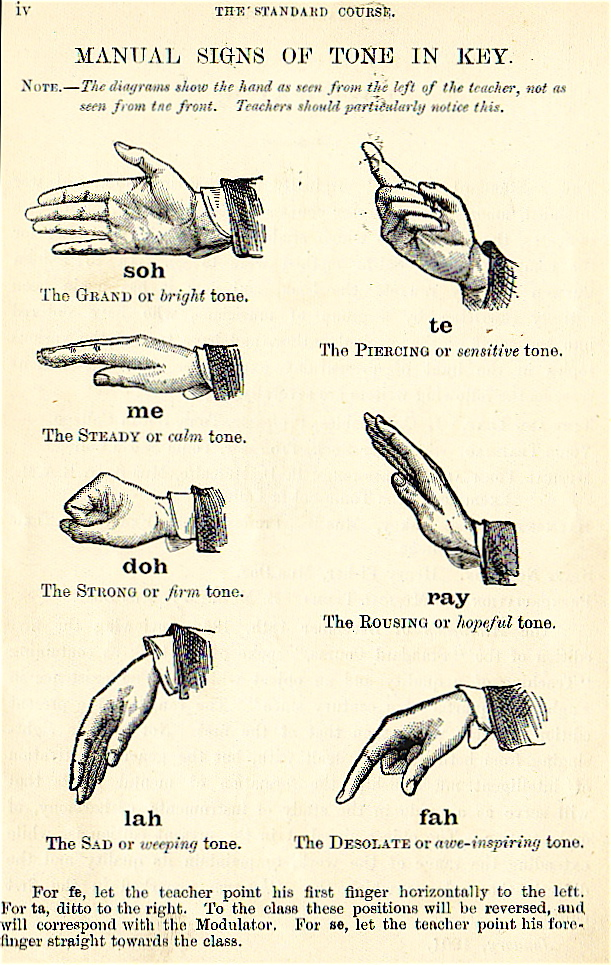
Handzeichen nach Curwen

Um das Tonic-sol-fa-System bekannt zu machen, gründete Curwen um 1850 die Tonic Sol-Fa Association („Tonic-sol-fa-Gesellschaft“ oder „Gesellschaft der Solfeggisten“). Sie war bis Mitte des 20. Jahrhunderts eine in Großbritannien sehr aktive Vereinigung, welche sich den pädagogischen Methoden des Musikunterrichts mit dem Schwerpunkt des A-cappella-Gesangs widmete.
1841 lernte Reverend John Curwen in Norwich das auf der Solmisation basierende Norwich sol-fa der Musikpädagogin Sarah Glover kennen. Begeistert von diesem System, arbeitete Curwen zeit seines Lebens an der Verbesserung und Weiterentwicklung dieses Lernsystems. Schon früh mit dem Lebenswerk seines Vaters vertraut, führte John Spencer Curwen nach dem Tod seines Vaters dessen Arbeit fort.
Um 1025 hatte Guido von Arezzo ein Silben-System entwickelt, mit dem Melodien leichter gelernt werden konnten. Für seine Musizierpraxis mit Knaben übertrug er dies zusätzlich gedanklich auf die Glieder und Fingerspitzen seiner Hand (Guidonische Hand). Darauf aufbauend begann Sarah Glover ungefähr 800 Jahre später, ihr eigenes System der Solmisation zu entwickeln. Durch die Bemühungen Curwens konnte sich dieses Lernsystem durchsetzen, und bis ungefähr in die Jahre 1930/35 wurde an englischen Schulen nach dem Tonic-sol-fa-System gelehrt.
Tonic sol-fa fand viele Anhänger, war aber dadurch vielen Veränderungen ausgesetzt. Agnes Hundoegger übernahm die wesentlichen Ideen Curwens in ihre Tonika-Do-Lehre, und auch Zoltán Kodály entwickelte mit seiner Kodály-Methode das Tonic-sol-fa-System weiter. In Deutschland schlugen sich viele Ideen von Tonic sol-fa in den Lehren von Theodor Warner und Kurt Sydow nieder.
Sprachrohr der Tonic Sol-Fa Association wurde ab 1851 die Zeitschrift The Tonic Sol-Fa Reporter, die ebenfalls durch Reverend Curven gegründet worden war. Seit 1974 bemüht sich das Curwen Institute in London sehr erfolgreich um eine Weiterentwicklung in Form der New Curwen Method.

## Bericht von Hermann von Helmholtz, 1864
Helmholtz, ein glühender Verfechter der reinen Intonation, berichtete in seiner Lehre von den Tonempfindungen als physiologische Grundlage für die Theorie der Musik auch über die „Gesellschaft der Solfeggisten“, die 1862 bereits 150 000 Mitglieder hatte. Diese Gesellschaft verwendete die Tonic-sol-fa-Methode und folglich statt Notenschrift eine Silbenschrift (Do Re Mi Fa So La Ti Do), wobei Do immer die Tonika bezeichnete. Wenn durch Modulation die Tonika wechselte, änderte sich auch die Silbenbezeichnung; die Note, auf der die Veränderung stattfand, erhielt zwei Silben, die der ersten und die der zweiten Tonart. Die Intonation erfolgte immer in Beziehung zur Tonika. Beim Wechsel von C-Dur nach G-Dur etwa wurde das A von G-Dur rein zur Tonika G intoniert, im Vergleich zu C-Dur also um ein syntonisches Komma höher. 
Helmholtz hörte in einer Londoner Volksschule den Gesang von 40 Kindern zwischen acht und zwölf Jahren, deren Intonationsreinheit ihn in Erstaunen versetzte. Er wies darauf hin, dass die Londoner Schulen und Solfeggisten alljährlich ein Konzert von 2000 bis 3000 Kinderstimmen im Kristallpalast zu Sydenham geben, das durch Wohlklang und Genauigkeit der Ausführung den besten Eindruck auf die Hörer macht.